# The Kinslayer
The Kinslayer è un singolo promozionale del gruppo finlandese power metal Nightwish, tratto dal loro terzo album Wishmaster.
La canzone è stata scritta dal tastierista Tuomas Holopainen ed il testo è basato sul massacro della Columbine High School, le frasi a metà canzone citano un dialogo avvenuto tra i killer e i loro compagni di classe durante la sparatoria, interpretati da Tarja Turunen e Ike Vil dei Babylon Whores. La canzone contiene anche una citazione tratta da La tempesta di William Shakespeare, che dovrebbe essere stata scritta da Eric Harris su una pagina del suo calendario per la festa della mamma del 1999 (Good wombs hath borne bad sons).
La canzone cita anche la serie di Dragonlance: il verso "Even the dead cry, their only comfort" è presente nel testo The Test Of The Twins e la guerra del Kinslayer fu un evento storico rilevante nell'universo di Dragonlance.

## Tracce
1. The Kinslayer

## Formazione
- Tarja Turunen – voce
- Tuomas Holopainen – tastiere
- Emppu Vuorinen – chitarra
- Jukka Nevalainen – batteria
- Sami Vänskä - basso
- Ike Vil - parti parlate